# کریسمس سیاه (فیلم ۱۹۷۴)
کریسمس سیاه (انگلیسی: Black Christmas) فیلمی در ژانر اسلشر به کارگردانی باب کلارک است که در سال ۱۹۷۴ منتشر شد. این فیلم در تورنو کانادا فیلمبرداری شده است.

## داستان
با شروع تعطیلات زمستانی، گروهی از خواهران انجمن، از جمله جس (با بازی اولیویا هاسی) و بارب (با بازی مارگوت کیدر) که اغلب هم مست هستند، شروع به دریافت تماس‌های تلفنی ناشناس و مزاحم می‌کنند. در ابتدا، بارب تماس گیرنده را تحریک می‌کند، اما زمانی که او به صورت تهدیدآمیز پاسخ می‌دهد، متوقف می‌شود.
به زودی، دوست بارب، کلر (با بازی لین گریفین) از خانه خود ناپدید می‌شود و یک دختر نوجوان محلی به قتل می‌رسد، و باعث می‌شود دختران مشکوک شوند که یک قاتل زنجیره‌ای آزاد شده و دست به کشتار می‌زند. اما هیچ کس متوجه نمی‌شود که قاتل چقدر نزدیک است.

## بازیگران
- الیویا هاسی
- کیر دولی
- مارگو کیدر
- جان ساکسون
- آندره‌آ مارتین
- داگلاس مک‌گراث
- باب کلارک
- نیک مانکوسو
- لسلی کارلسون